# Lennart Nilsson (fotograf)

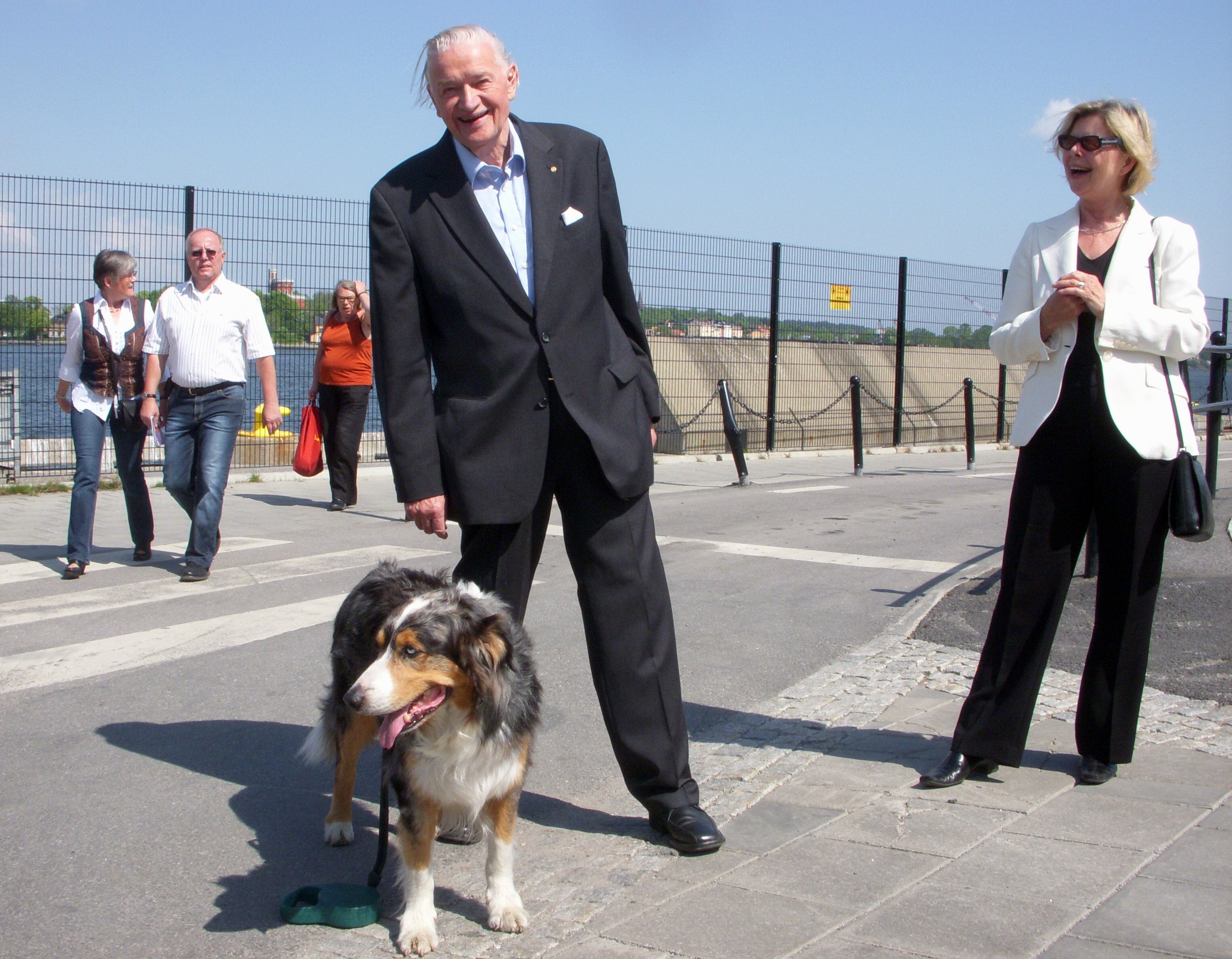
Lennart Nilsson på väg till nyöppnade Fotografiska i Stockholm, 21 maj 2010.

Lars Olof Lennart Nilsson, född 24 augusti 1922 i Strängnäs, död 28 januari 2017 i Engelbrekts distrikt i Stockholm, var en svensk fotograf, mest känd för sin banbrytande titthålsfotografi inom medicin. Hans mest kända alster är filmen Sagan om livet och boken Ett barn blir till.

## Biografi

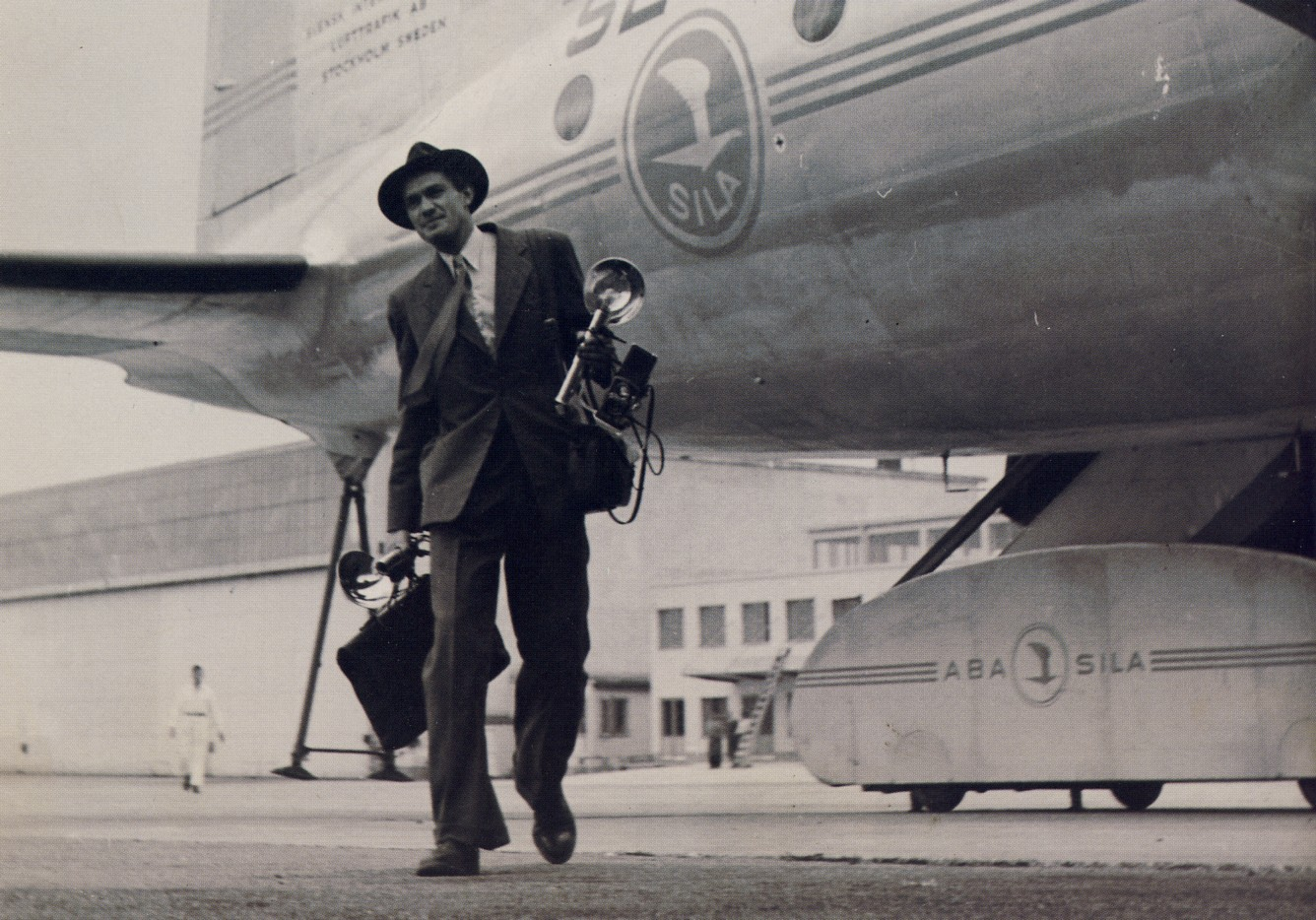
Fotojournalist Lennart Nilsson på Bromma flygplats 1946.

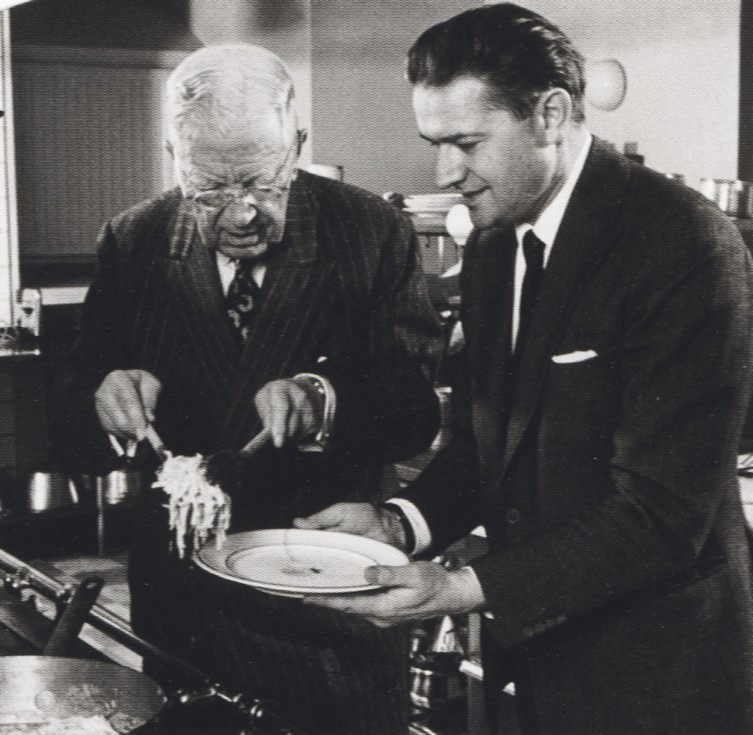
Gustaf VI Adolf och Lennart Nilsson 1965

Nilsson, vars far var en teknikintresserad amatörfotograf, fick sin första kamera av honom som 11-åring och påbörjade sin yrkesbana som reportagefotograf för bland annat bildtidskrifterna Se och Life (anställd åren 1965–1972).
Lennart Nilsson blev världsberömd för sina banbrytande fotografier i boken “Ett barn blir till”, utgiven 1965. För att skapa dessa bilder använde han en metod där foster från aborter, missfall och utomkvedshavandeskap placerades i en vattenbehållare med belysning från olika håll. Denna teknik gav intrycket av att embryon och foster svävade inuti livmodern, trots att bilderna togs utanför kroppen på döende eller döda foster.
Det är viktigt att notera att dessa fotografier togs under en tid då det saknades etiska och juridiska regelverk kring användning av foster i forskning och fotografi. Det finns inga uppgifter som tyder på att mödrarna tillfrågades om samtycke för användning av fostren i dessa projekt. Nilsson betraktade sitt arbete som en möjlighet att dokumentera och visa upp livets tidiga stadier, utan att nödvändigtvis reflektera över de etiska implikationerna.
Nilsson var hovfotograf och dokumenterade det svenska kungahuset sedan 1940-talet.
I januari 2010 visade SVT Mikael Agatons dokumentärserie Resan till livets kärna som skildrade Nilssons försök att fotografera organellerna i den mänskliga cellen. Nilsson är representerad vid bland annat Nationalmuseum.

## Familj
Lennart Nilsson var son till lokeldaren Nils Georg Nilsson (1893-1989) och Karin Nilsson, född Lindén (1902-1985). Han var gift första gången med Birgit Svensson (1926-1986) och andra gången med Catharina Fjellström, född Tjörnedal. Nilsson är begravd på Norra begravningsplatsen utanför Stockholm.

## Priser och utmärkelser
- 1965 – Picture of the Year, National Press Photographers Association, USA
- 1965 – Photographer of the Year, University of Missouri, Colombia, USA
- 1972 – KTH:s stora pris
- 1976 – Natur & Kulturs Kulturpris
- 1976 – Medicine hedersdoktor Karolinska Institutet
- 1980 – Hasselbladpriset
- 1982 – The Emmy Award, USA
- 1983 – The Emmy Award, USA
- 1989 – Ingenjörsvetenskapsakademiens stora guldmedalj "för hans ständiga utveckling av fotografin vid gränsen till vad teknik och naturlagar medger"
- 1992 – ICP The Infinity Awards, Master of Photography
- 1996 – The Emmy Award, USA
- 1996 – World Press Photo, första pris, Science & Technology stories
- 2002 – Filosofie hedersdoktor Tekniska Universitetet Braunschweig, Tyskland
- 2002 – Illis Quorum (12 storleken
- 2003 – Filosofie hedersdoktor Linköpings Universitet
- 2004 – Kunskapspriset
- 2009 – Professors namn.[10]
- 2012 – Karolinska Institutets jubileumsmedalj i guld "för sitt långvariga och banbrytande arbete med att utveckla och förnya det medicinska fotografiet"[11]

## Arbeten i urval

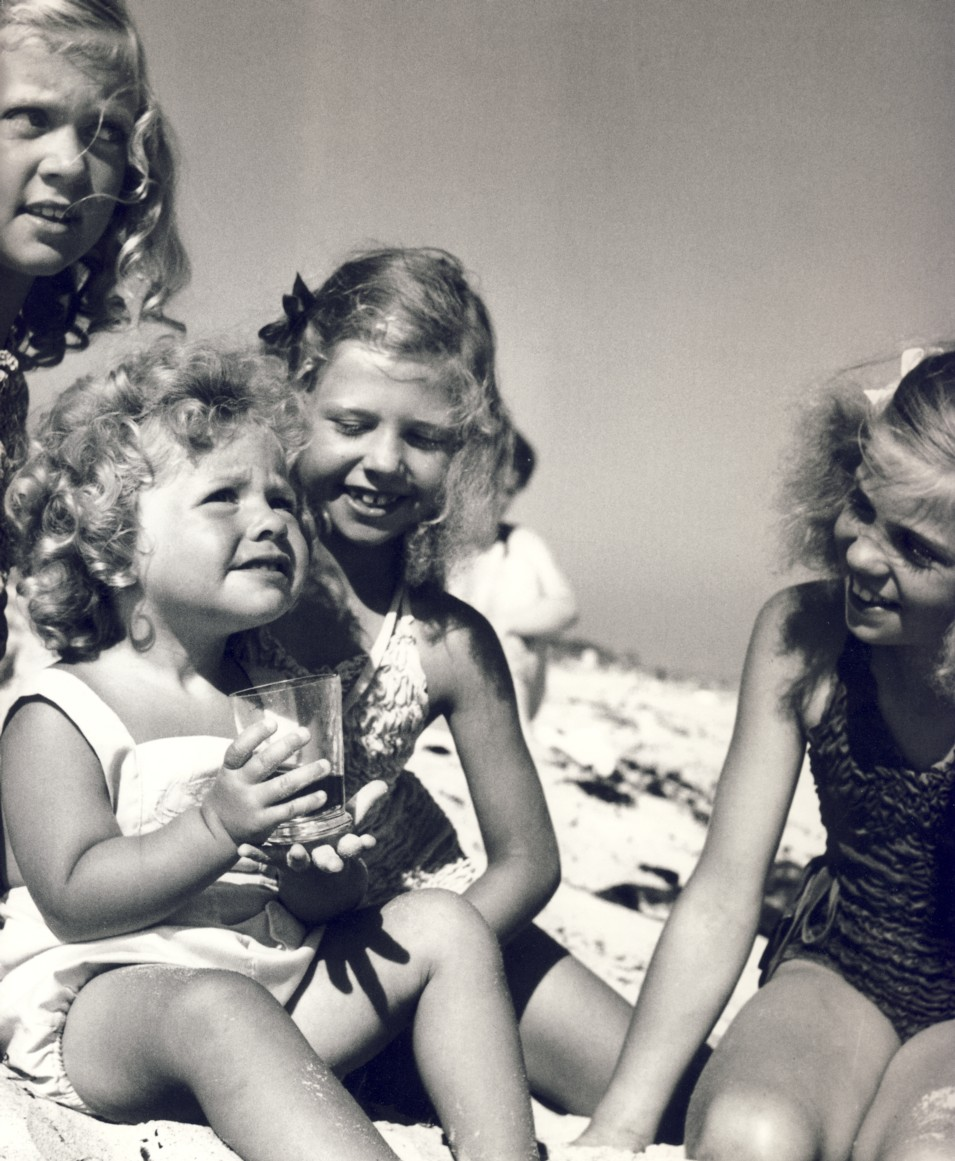
Hagasessorna
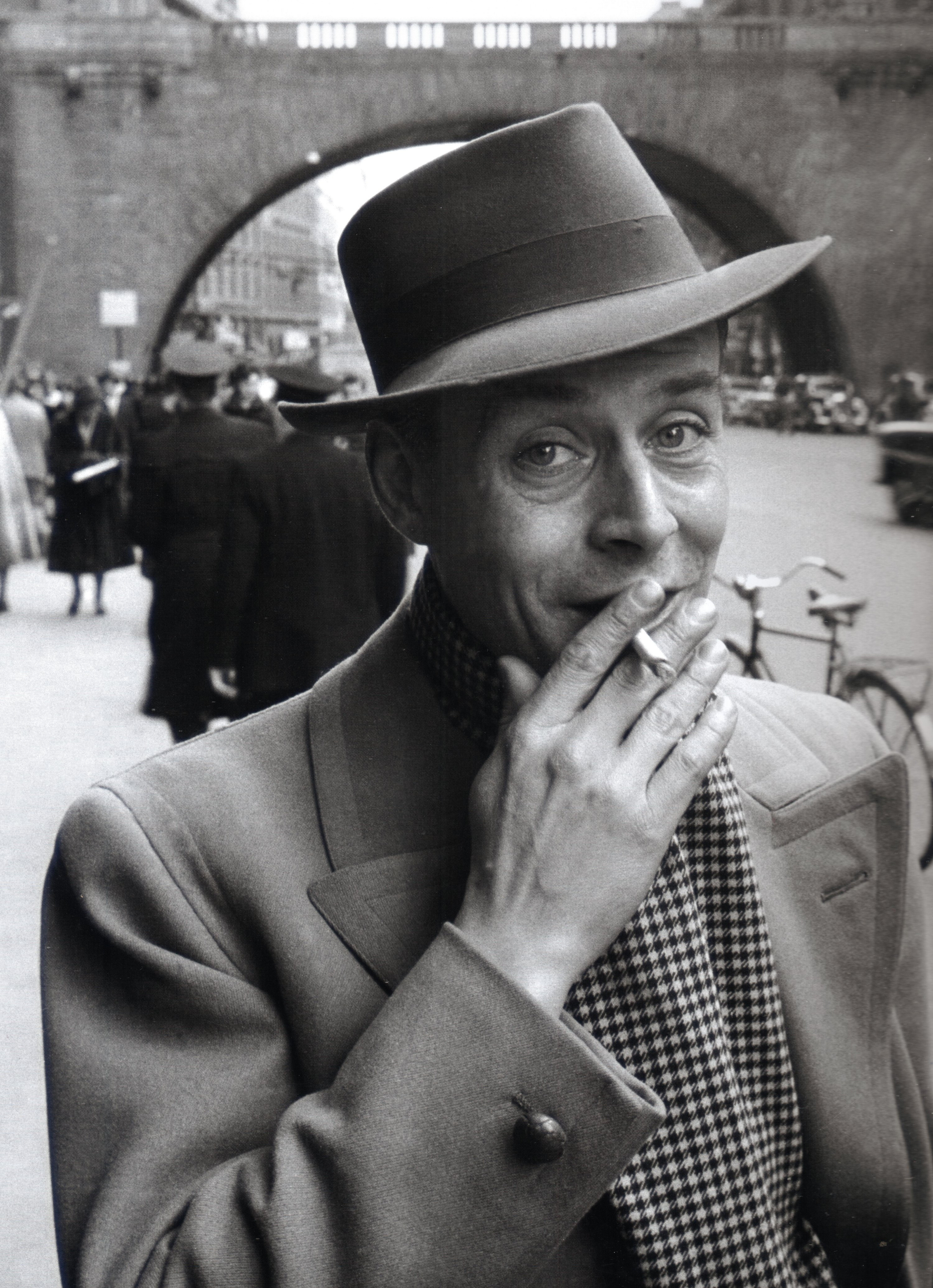
Hasse Ekman
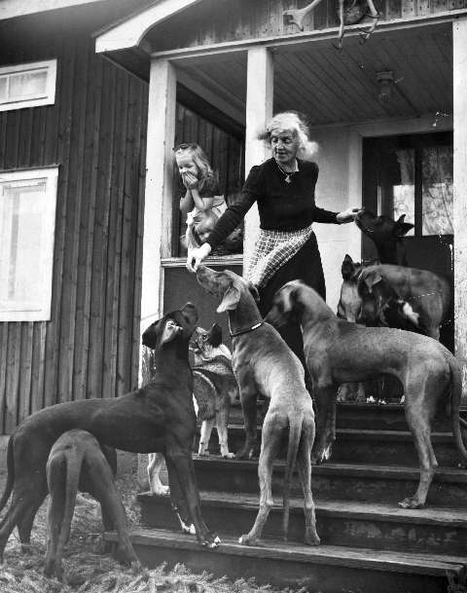
Sigge Stark
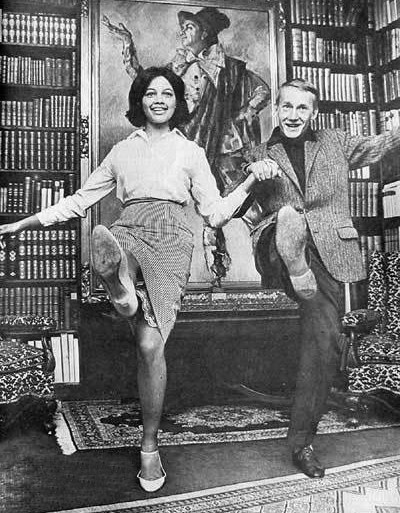
Fatima Svendsen och Gösta Ekman